# Mistrzostwa Świata w Piłce Nożnej 1990 (eliminacje strefy UEFA)
Eliminacje do MŚ w piłce nożnej 1990 strefy UEFA odbyły się w latach 1988–1989.

## Format rozgrywek
W eliminacjach wzięły udział 32 reprezentacje (Włochy miały zapewniony awans jako gospodarz turnieju). Zostały one podzielone na 4 grupy po 5 ekip i 3 grupy po 4 ekipy. Awans uzyskali zwycięzcy grup, zespoły z drugich miejsc z grup po 5 drużyn oraz dwie najlepsze zespoły z drugich miejsc z pozostałych grup.

## Losowanie
Losowanie grup odbyło się w Zurychu, 12 grudnia 1987. Drużyny z 5 koszyków zostały rozlosowane do 7 grup. Podział na koszyki ustalono 10 dni wcześniej
| Koszyk 1                                       | Koszyk 2                                              | Koszyk 3                                                                  | Koszyk 4                                                       | Koszyk 5                     |
| ---------------------------------------------- | ----------------------------------------------------- | ------------------------------------------------------------------------- | -------------------------------------------------------------- | ---------------------------- |
| RFN Anglia Hiszpania ZSRR Dania Belgia Francja | Bułgaria Holandia Polska NRD Portugalia Szkocja Węgry | Rumunia Szwecja Walia Irlandia Północna Austria Czechosłowacja Jugosławia | Irlandia Grecja Szwajcaria Finlandia Islandia Norwegia Albania | Turcja Malta Luksemburg Cypr |

## Wyniki

### Grupa A
| Reprezentacja | Pkt | M | W | R | P | Br+ | Br- | +/- |
| ------------- | --- | - | - | - | - | --- | --- | --- |
| Rumunia       | 9   | 6 | 4 | 1 | 1 | 10  | 5   | 5   |
| Dania         | 8   | 6 | 3 | 2 | 1 | 15  | 6   | 9   |
| Grecja        | 4   | 6 | 1 | 2 | 3 | 3   | 15  | -12 |
| Bułgaria      | 3   | 6 | 1 | 1 | 4 | 6   | 8   | -2  |

|          |     | Dania | Grecja | Rumunia |
| -------- | --- | ----- | ------ | ------- |
| Bułgaria | X   | 0:2   | 4:0    | 1:3     |
| Dania    | 1:1 | X     | 7:1    | 3:0     |
| Grecja   | 1:0 | 1:1   | X      | 0:0     |
| Rumunia  | 1:0 | 3:1   | 3:0    | X       |

| 19 października 1988 | Grecja · Mitropoulos 41' | 1:11:0 | Dania · Povlsen 56' | Stadion Olimpijski, Ateny Widzów: 19349 Sędzia: Dušan Kreznjak |
|                      |                          |        |                     |                                                                |

| 19 października 1988 | Bułgaria · Kolew 31' | 1:31:1 | Rumunia · Mateuţ 25' · Cămătaru 79', 89' | Stadion Narodowy im. Wasiła Lewskiego, Sofia Widzów: 60000 Sędzia: Michał Listkiewicz |
|                      |                      |        |                                          |                                                                                       |

| 2 listopada 1988 | Rumunia · Mateuţ 26' · Hagi 40' (k.) · Sabău 84' | 3:02:0 | Grecja | Stadion Ghencea, Bukareszt Widzów: 15000 Sędzia: Hubert Forstinger |
|                  |                                                  |        |        |                                                                    |

| 2 listopada 1988 | Dania · Elstrup 8' | 1:1 | Bułgaria · Sadkov 38' | Valby Idrætspark, Kopenhaga Widzów: 34600 Sędzia: George Smith |
|                  |                    |     |                       |                                                                |

| 26 kwietnia 1989 | Grecja | 0:0 | Rumunia | Stadion Olimpijski, Ateny Widzów: 15000 Sędzia: Aron Schmidhuber |
|                  |        |     |         |                                                                  |

| 26 kwietnia 1989 | Bułgaria | 0:20:1 | Dania · Povlsen 41' · B. Laudrup 89' | Stadion Narodowy im. Wasiła Lewskiego, Sofia Widzów: 37000 Sędzia: Alain Delmer |
|                  |          |        |                                      |                                                                                 |

| 17 maja 1989 | Rumunia · Popescu 35' | 1:0 | Bułgaria | Stadion Ghencea, Bukareszt Widzów: 15000 Sędzia: Sergiej Kusainow |
|              |                       |     |          |                                                                   |

| 17 maja 1989 | Dania · B. Laudrup 24' · Bartram 47' · K. Nielsen 55' · Povlsen 56' · Vilfort 79' · Andersen 85' · M. Laudrup 89' (k.) | 7:12:1 | Grecja · Mavridis 39' | Valby Idrætspark, Kopenhaga Widzów: 40000 Sędzia: Keith Hackett |
|              | |        |                       |                                                                 |

| 11 października 1989 | Bułgaria · Iwanow 72' · Bankov 76' · Iskrenow 79' · Stoiczkow 88' | 4:00:0 | Grecja | Stadion Jurija Gagarina, Warna Widzów: 15000 Sędzia: Rolf Blattmann |
|                      |                                                                   |        |        |                                                                     |

| 11 października 1989 | Dania · K. Nielsen 4' · B. Laudrup 26' · Povlsen 85' | 3:02:0 | Rumunia | Parken, Kopenhaga Widzów: 45400 Sędzia: Claude Bouillet |
|                      |                                                      |        |         |                                                         |

| 15 listopada 1989 | Grecja · Nioplias 49' | 1:00:0 | Bułgaria | Stadion Olimpijski, Ateny Widzów: 1500 Sędzia: Zoran Petrović |
|                   |                       |        |          |                                                               |

| 15 listopada 1989 | Rumunia · Balint 25', 61' · Sabău 38' | 3:12:1 | Dania · Povlsen 6' | Stadion Ghencea, Bukarest Widzów: 30000 Sędzia: Tulio Lanese |
|                   |                                       |        |                    |                                                              |

### Grupa B
| Reprezentacja | Pkt | M | W | R | P | Br+ | Br- | +/- |
| ------------- | --- | - | - | - | - | --- | --- | --- |
| Szwecja       | 10  | 6 | 4 | 2 | 0 | 9   | 3   | 6   |
| Anglia        | 9   | 6 | 3 | 3 | 0 | 10  | 0   | 10  |
| Polska        | 5   | 6 | 2 | 1 | 3 | 4   | 8   | -4  |
| Albania       | 0   | 6 | 0 | 0 | 6 | 3   | 15  | -12 |

|         | Albania | Anglia | Polska | Szwecja |
| ------- | ------- | ------ | ------ | ------- |
| Albania | X       | 0:2    | 1:2    | 1:2     |
| Anglia  | 5:0     | X      | 3:0    | 0:0     |
| Polska  | 1:0     | 0:0    | X      | 0:2     |
| Szwecja | 3:1     | 0:0    | 2:1    | X       |

| 19 października 1988 | Anglia | 0:0 | Szwecja | Stadion Wembley, Londyn Widzów: 65628 Sędzia: Gérard Biguet |
|                      |        |     |         |                                                             |

| 19 października 1988 | Polska · K. Warzycha 78' | 1:00:0 | Albania | Stadion Śląski, Chorzów Widzów: 35000 Sędzia: Mircea Salomir |
|                      |                          |        |         |                                                              |

| 5 listopada 1988 | Albania · Shehu 33' | 1:21:0 | Szwecja · Holmqvist 68' · Ekström 71' | Stadiumi Qemal Stafa, Tirana Widzów: 20000 Sędzia: Yusuf Namoglou |
|                  |                     |        |                                       |                                                                   |

| 8 marca 1989 | Albania | 0:20:1 | Anglia · Barnes 16' · Robson 63' | Stadiumi Qemal Stafa, Tirana Widzów: 30000 Sędzia: John Blankenstein |
|              |         |        |                                  |                                                                      |

| 26 kwietnia 1989 | Anglia · Lineker 5' · Beardsley 12', 64' · Waddle 72' · Gascoigne 88' | 5:02:0 | Albania | Stadion Wembley, Londyn Widzów: 60602 Sędzia: Einar Halle |
|                  |                                                                       |        |         |                                                           |

| 7 maja 1989 | Szwecja · Ljung 76' · Larsson 90' | 2:11:0 | Polska · Tarasiewicz 87' | Råsundastadion, Sztokholm Widzów: 35032 Sędzia: Kurt Röthlisberger |
|             |                                   |        |                          |                                                                    |

| 3 czerwca 1989 | Anglia · Lineker 23' · Barnes 72' · Webb 83' | 3:01:0 | Polska | Stadion Wembley, Londyn Widzów: 69203 Sędzia: Luigi Agnolin |
|                |                                              |        |        |                                                             |

| 6 września 1989 | Szwecja | 0:0 | Anglia | Råsundastadion, Sztokholm Widzów: 38588 Sędzia: Hubert Forstinger |
|                 |         |     |        |                                                                   |

| 8 października 1989 | Szwecja · Magnusson 20' · Ingesson 55' · Engqvist 89' | 3:11:1 | Albania · Kushta 8' | Råsunda Stadium, Sztokholm Widzów: 32423 Sędzia: José Rosa dos Santos |
|                     |                                                       |        |                     |                                                                       |

| 11 października 1989 | Polska | 0:0 | Anglia | Stadion Śląski, Chorzów Widzów: 32423 Sędzia: Emilio Soriano Aladrén |
|                      |        |     |        |                                                                      |

| 25 października 1989 | Polska | 0:20:1 | Szwecja · P. Larsson 34' (k.) · Ekström 60' | Stadion Śląski, Chorzów Widzów: 12000 Sędzia: Wielandt Ziller |
|                      |        |        |                                             |                                                               |

| 15 listopada 1989 | Albania · Kushta 63' | 1:20:1 | Polska · Tarasiewicz 45' · Ziober 85' | Stadiumi Qemal Stafa, Tirana Widzów: 10000 Sędzia: George Smith |
|                   |                      |        |                                       |                                                                 |

### Grupa C
| Reprezentacja | Pkt | M | W | R | P | Br+ | Br- | +/- |
| ------------- | --- | - | - | - | - | --- | --- | --- |
| ZSRR          | 11  | 8 | 4 | 3 | 1 | 11  | 4   | 7   |
| Austria       | 9   | 8 | 3 | 3 | 2 | 9   | 9   | 0   |
| Turcja        | 7   | 8 | 3 | 1 | 4 | 12  | 10  | 2   |
| NRD           | 7   | 8 | 3 | 1 | 4 | 9   | 13  | -4  |
| Islandia      | 6   | 8 | 1 | 4 | 3 | 6   | 11  | -5  |

|          | Austria |     | Islandia |     | Turcja |
| -------- | ------- | --- | -------- | --- | ------ |
| Austria  | X       | 3:0 | 2:1      | 0:0 | 3:2    |
| NRD      | 1:1     | X   | 2:0      | 2:1 | 0:2    |
| Islandia | 0:0     | 0:3 | X        | 1:1 | 2:1    |
| ZSRR     | 2:0     | 2:1 | 1:1      | X   | 2:0    |
| Turcja   | 3:0     | 3:1 | 1:1      | 0:1 | X      |

| 31 sierpnia 1988 | Islandia · Grétarsson 10' | 1:11:0 | ZSRR · Łytowczenko 45' | Laugardalsvöllur, Rejkjawik Sędzia: Alan Snoddy |
|                  |                           |        |                        |                                                 |

| 12 października 1988 | Turcja · Çolak 73' | 1:10:0 | Islandia · Torfason 62' | Ali Sami Yen, Stambuł Widzów: 25680 Sędzia: Ovadia Ben Itzhak |
|                      |                    |        |                         |                                                               |

| 19 października 1988 | ZSRR · Mychajłyczenko 46' · Zawarow 68' | 2:00:0 | Austria | Stadion Olimpijski w Kijowie, Kijów Widzów: 95000 Sędzia: Rune Larsson |
|                      |                                         |        |         |                                                                        |

| 19 października 1988 | NRD · Thom 34', 88' | 2:01:0 | Islandia | Friedrich-Ludwig-Jahn-Sportpark, Berlin Widzów: 12300 Sędzia: Einar Halle |
|                      |                     |        |          |                                                                           |

| 2 listopada 1988 | Austria · Polster 38' · Herzog 42', 54' | 3:22:0 | Turcja · Uçar 61' · Çolak 81' | Ernst Happel Stadion, Wiedeń Widzów: 27000 Sędzia: Tulio Lanese |
|                  |                                         |        |                               |                                                                 |

| 30 listopada 1988 | Turcja · Çolak 23', 63' · Çetin 69' | 3:11:0 | NRD · Thom 76' | Ali Sami Yen, Stambuł Widzów: 42000 Sędzia: Lajos Nemeth |
|                   |                                     |        |                |                                                          |

| 12 kwietnia 1989 | NRD | 0:20:1 | Turcja · Çolak 21' · Dilmen 88' | Ernst Grube Stadium, Magdeburg Widzów: 23000 Sędzia: Jan Damgaard |
|                  |     |        |                                 |                                                                   |

| 26 kwietnia 1989 | ZSRR · Dobrowolski 3' · Łytowczenko 20' · Protasow 40' | 3:0 | NRD | Stadion Olimpijski w Kijowie, Kijów Widzów: 100000 Sędzia: Douglas Hope |
|                  |                                                        |     |     |                                                                         |

| 10 maja 1989 | Turcja | 0:1 | ZSRR · Mychajłyczenko 41' | Ali Sami Yen, Stambuł Widzów: 45000 Sędzia: Michel Vautrot |
|              |        |     |                           |                                                            |

| 20 maja 1989 | NRD · Kirsten 86' | 1:10:1 | Austria · Polster 3' | Zentralstadion, Lipsk Widzów: 22000 Sędzia: Alphonse Constantin |
|              |                   |        |                      |                                                                 |

| 31 maja 1989 | ZSRR · Dobrowolski 65' (k.) | 1:10:0 | Islandia · Eðvaldsson 86' | Stadion Łużniki, Moskwa Widzów: 60654 Sędzia: Timo Keltonen |
|              |                             |        |                           |                                                             |

| 14 czerwca 1989 | Islandia | 0:0 | Austria | Laugardalsvöllur, Rejkjawik Widzów: 10535 Sędzia: Howard King |
|                 |          |     |         |                                                               |

| 23 sierpnia 1989 | Austria · Pfeifenberger 47' · Zsak 62' | 2:10:0 | Islandia · Margeirsson 48' | Salzburg Widzów: 16000 Sędzia: Peter Mikkelsen |
|                  |                                        |        |                            |                                                |

| 6 września 1989 | Austria | 0:0 | ZSRR | Ernst Happel Stadion, Wiedeń Widzów: 62500 Sędzia: Keith Hackett |
|                 |         |     |      |                                                                  |

| 6 września 1989 | Islandia | 0:30:0 | NRD · Sammer 55' · Ernst 63' · Doll 65' | Laugardalsvöllur, Rejkjawik Widzów: 7124 Sędzia: Keith Cooper |
|                 |          |        |                                         |                                                               |

| 20 września 1989 | Islandia · Pétursson 56', 72' | 2:10:0 | Turcja · Uçar 85' | Laugardalsvöllur, Rejkjawik Widzów: 3451 Sędzia: José Pérez Sánchez |
|                  |                               |        |                   |                                                                     |

| 8 października 1989 | NRD · Thom 81' · Sammer 83' | 2:10:0 | ZSRR · Łytowczenko 74' | Sportforum Chemnitz, Chemnitz Widzów: 15900 Sędzia: Bo Helén |
|                     |                             |        |                        |                                                              |

| 25 października 1989 | Turcja · Dilmen 12', 52' · Uçar 60' | 3:01:0 | Austria | Ali Sami Yen, Stambuł Widzów: 33465 Sędzia: Josef Marko |
|                      |                                     |        |         |                                                         |

| 15 listopada 1989 | ZSRR · Protasow 68', 79' | 2:00:0 | Turcja | Stadion Łokomotyw, Symferopol Widzów: 28000 Sędzia: Dieter Pauly |
|                   |                          |        |        |                                                                  |

| 15 listopada 1989 | Austria · Polster 2', 23' (k.) | 3:02:0 | NRD | Ernst Happel Stadion, Wiedeń Widzów: 55000 Sędzia: Piotr Werner |
|                   |                                |        |     |                                                                 |

### Grupa D
| Reprezentacja | Pkt | M | W | R | P | Br+ | Br- | +/- |
| ------------- | --- | - | - | - | - | --- | --- | --- |
| Holandia      | 10  | 6 | 4 | 2 | 0 | 8   | 2   | 6   |
| RFN           | 9   | 6 | 3 | 3 | 0 | 13  | 3   | 10  |
| Finlandia     | 3   | 6 | 1 | 1 | 4 | 4   | 16  | -12 |
| Walia         | 2   | 6 | 0 | 2 | 4 | 4   | 8   | -4  |

|           | Finlandia | Holandia | Walia |     |
| --------- | --------- | -------- | ----- | --- |
| Finlandia | X         | 0:1      | 1:0   | 0:4 |
| Holandia  | 3:0       | X        | 1:0   | 1:1 |
| Walia     | 2:2       | 1:2      | X     | 0:0 |
| RFN       | 6:1       | 0:0      | 2:1   | X   |

| 31 sierpnia 1988 | Finlandia | 0:40:2 | RFN · Völler 6', 15' · Matthäus 52' · Riedle 86' | Stadion Olimpijski, Helsinki Widzów: 31693 Sędzia: Vadim Zhuk |
|                  |           |        |                                                  |                                                               |

| 14 września 1988 | Holandia · Gullit 82' | 1:00:0 | Walia | Olympish Stadion, Amsterdam Widzów: 58000 Sędzia: Jan Damgaard |
|                  |                       |        |       |                                                                |

| 19 października 1988 | Walia · Saunders 16' (k.) · Lahtinen 40' (sam.) | 2:2 | Finlandia · Ukkonen 9' · Paatelainen 44' | Vetch Field, Swansea Widzów: 9603 Sędzia: Gudmundor Haraldsson |
|                      |                                                 |     |                                          |                                                                |

| 19 października 1988 | RFN | 0:0 | Holandia | Stadion Olimpijski, Monachium Widzów: 69422 Sędzia: Pietro D’Elia |
|                      |     |     |          |                                                                   |

| 26 kwietnia 1989 | Holandia · van Basten 87' | 1:10:0 | RFN · Riedle 68' | Feijenoord Stadion, Rotterdam Widzów: 50500 Sędzia: Erik Fredriksson |
|                  |                           |        |                  |                                                                      |

| 31 maja 1989 | Walia | 0:0 | RFN | Cardiff Arms Park, Cardiff Widzów: 30000 Sędzia: Carlos Silva Valente |
|              |       |     |     |                                                                       |

| 31 maja 1989 | Finlandia | 0:10:0 | Holandia · Kieft 87' | Stadion Olimpijski, Helsinki Widzów: 46217 Sędzia: Piotr Werner |
|              |           |        |                      |                                                                 |

| 6 września 1989 | Finlandia · Lipponen 50' | 1:00:0 | Walia | Stadion Olimpijski, Helsinki Widzów: 7480 Sędzia: Siegfried Kirschen |
|                 |                          |        |       |                                                                      |

| 4 października 1989 | RFN · Möller 12', 80' · Littbarski 46' · Klinsmann 52' · Völler 62' · Matthäus 85' (k.) | 6:11:0 | Finlandia · Lipponen 75' | Westfalenstadion, Dortmund Widzów: 40000 Sędzia: Alan Snoddy |
|                     |                                                                                         |        |                          |                                                              |

| 11 października 1989 | Walia · Bowen 89' | 1:20:1 | Holandia · Rutjes 13' · Bosman 79' | Racecourse Ground, Wrexham Widzów: 9025 Sędzia: Helmut Kohl |
|                      |                   |        |                                    |                                                             |

| 15 listopada 1989 | RFN · Völler 27' · Häßler 48' | 2:11:1 | Walia · Allen 11' | RheinEnergieStadion, kolonia Widzów: 60300 Sędzia: Michel Vautrot |
|                   |                               |        |                   |                                                                   |

| 15 listopada 1989 | Holandia · Bosman 57' · E. Koeman 62' · R. Koeman 69' (k.) | 3:00:0 | Finlandia | Feijenoord Stadion, Rotterdam Widzów: 49500 Sędzia: Egil Nervik |
|                   |                                                            |        |           |                                                                 |

### Grupa E
| Reprezentacja | Pkt | M | W | R | P | Br+ | Br- | +/- |
| ------------- | --- | - | - | - | - | --- | --- | --- |
| Jugosławia    | 14  | 8 | 6 | 2 | 0 | 16  | 6   | 10  |
| Szkocja       | 10  | 8 | 4 | 2 | 2 | 12  | 12  | 0   |
| Francja       | 9   | 8 | 3 | 3 | 2 | 10  | 7   | 3   |
| Norwegia      | 6   | 8 | 2 | 2 | 4 | 10  | 9   | 1   |
| Cypr          | 1   | 8 | 0 | 1 | 7 | 6   | 20  | -14 |

|            | Cypr | Francja | Norwegia | Szkocja |     |
| ---------- | ---- | ------- | -------- | ------- | --- |
| Cypr       | X    | 1:1     | 0:3      | 2:3     | 1:2 |
| Francja    | 2:0  | X       | 1:0      | 3:0     | 0:0 |
| Norwegia   | 3:1  | 1:1     | X        | 1:2     | 1:2 |
| Szkocja    | 2:1  | 2:0     | 1:1      | X       | 1:1 |
| Jugosławia | 4:0  | 3:2     | 1:0      | 3:1     | X   |

| 14 września 1988 | Norwegia · Fjørtoft 44' | 1:21:1 | Szkocja · McStay 14' · Johnston 62' | Ullevaal Stadion, Oslo Widzów: 22769 Sędzia: Luigi Agnolin |
|                  |                         |        |                                     |                                                            |

| 28 września 1988 | Francja · Papin 84' (k.) | 1:00:0 | Norwegia | Parc des Princes, Paryż Widzów: 22000 Sędzia: Gunther Habermann |
|                  |                          |        |          |                                                                 |

| 19 października 1988 | Szkocja · Johnston 17' | 1:1 | Jugosławia · Katanec 36' | Hampden Park, Glasgow Widzów: 42771 Sędzia: Karl-Heinz Tritschler |
|                      |                        |     |                          |                                                                   |

| 22 października 1988 | Cypr · Pittas 78' (k.) | 1:10:1 | Francja · Xuereb 44' | Makario Stadium, Nikozja Widzów: 2700 Sędzia: Emilio Soriano Aladrén |
|                      |                        |        |                      |                                                                      |

| 2 listopada 1988 | Cypr | 0:30:0 | Norwegia · Sørloth 56', 78' · Osvold 89' | Stadion Tsirio, Limassol Widzów: 7767 Sędzia: Edgar Azzopardi |
|                  |      |        |                                          |                                                               |

| 19 listopada 1988 | Jugosławia · Spasić 11' · Sušić 76' · Stojković 82' | 3:21:1 | Francja · Perez 3' · Sauzée 68' | Stadion Partizana, Belgrad Widzów: 7489 Sędzia: Erik Fredriksson |
|                   |                                                     |        |                                 |                                                                  |

| 11 grudnia 1988 | Jugosławia · Savićević 13', 33', 82' · Hadžibegić 44' (k.) | 4:03:0 | Cypr | Stadion Crvena zvezda, Belgrad Widzów: 15246 Sędzia: Todor Kolew |
|                 |                                                            |        |      |                                                                  |

| 8 lutego 1989 | Cypr · Koliandris 13' · Ioannou 47' | 2:31:1 | Szkocja · Johnston 9' · Gough 54', 90' | Stadion Tsirio, Limassol Widzów: 25000 Sędzia: Siegfried Kirschen |
|               |                                     |        |                                        |                                                                   |

| 8 marca 1989 | Szkocja · Johnston 28', 52' | 2:01:0 | Francja | Hampden Park, Glasgow Widzów: 65204 Sędzia: Jiri Stiegler |
|              |                             |        |         |                                                           |

| 26 kwietnia 1989 | Szkocja · Johnston 26' · McCoist 63' | 2:11:0 | Cypr · Nicolau 62' | Hampden Park, Glasgow Widzów: 50081 Sędzia: Gudmundur Haraldsson |
|                  |                                      |        |                    |                                                                  |

| 29 kwietnia 1989 | Francja | 0:0 | Jugosławia | Parc des Princes, Paryż Widzów: 34287 Sędzia: Tulio Lanese |
|                  |         |     |            |                                                            |

| 21 maja 1989 | Norwegia · Osvold 17' · Sørloth 34' · Bratseth 35' | 3:1 | Cypr · Koliandris 44' | Ullevaal Stadion, Oslo Widzów: 10271 Sędzia: Peter Mikkelsen |
|              |                                                    |     |                       |                                                              |

| 14 czerwca 1989 | Norwegia · Fjørtoft 89' | 1:20:1 | Jugosławia · Stojković 21' · Vujović 86' | Ullevaal Stadion, Oslo Widzów: 22740 Sędzia: Vadim Zhuk |
|                 |                         |        |                                          |                                                         |

| 5 września 1989 | Norwegia · Bratseth 84' | 1:10:1 | Francja · Papin 40' (k.) | Ullevaal Stadion, Oslo Widzów: 8564 Sędzia: Todor Kolew |
|                 |                         |        |                          |                                                         |

| 6 września 1989 | Jugosławia · Katanec 52' · Gillespie 58' (sam.) · Vujović 59' | 3:10:1 | Szkocja · Durie 37' | Maksimir, Zagrzeb Widzów: 42500 Sędzia: Marcel Van Langenhove |
|                 |                                                               |        |                     |                                                               |

| 11 października 1989 | Jugosławia · Hadžibegić 44' (k.) | 1:0 | Norwegia | Stadion Koševo, Sarajewo Widzów: 32000 Sędzia: Yusuf Namoğlu |
|                      |                                  |     |          |                                                              |

| 11 października 1989 | Francja · Deschamps 25' · Cantona 61' · Durand 89' | 3:01:0 | Szkocja | Parc des Princes, Paryż Widzów: 25000 Sędzia: Kurt Röthlisberger |
|                      |                                                    |        |         |                                                                  |

| 28 października 1989 | Cypr · Pittas 38' (k.) | 1:20:1 | Jugosławia · Stanojković 5' · Pančev 49' | Stadion Olimpijski, Ateny Widzów: 1046 Sędzia: Ioan Igna |
|                      |                        |        |                                          |                                                          |

| 15 listopada 1989 | Szkocja · McCoist 44' | 1:11:0 | Norwegia · Johnsen 89' | Hampden Park, Glasgow Widzów: 63987 Sędzia: Michał Listkiewicz |
|                   |                       |        |                        |                                                                |

| 18 listopada 1989 | Francja · Deschamps 25' · Blanc 75' | 2:01:0 | Cypr | Stadium Municipal, Tuluza Widzów: 34687 Sędzia: Valeri Butenko |
|                   |                                     |        |      |                                                                |

### Grupa F
| Reprezentacja     | Pkt | M | W | R | P | Br+ | Br- | +/- |
| ----------------- | --- | - | - | - | - | --- | --- | --- |
| Hiszpania         | 13  | 8 | 6 | 1 | 1 | 20  | 3   | 17  |
| Irlandia          | 12  | 8 | 5 | 2 | 1 | 10  | 2   | 7   |
| Węgry             | 8   | 8 | 2 | 4 | 2 | 8   | 12  | -4  |
| Irlandia Północna | 5   | 8 | 2 | 1 | 5 | 6   | 12  | -6  |
| Malta             | 2   | 8 | 0 | 2 | 6 | 3   | 18  | -15 |

|                   | Węgry | Malta | Irlandia | Hiszpania | Irlandia Północna |
| ----------------- | ----- | ----- | -------- | --------- | ----------------- |
| Węgry             | X     | 1:1   | 1:0      | 2:2       | 0:0               |
| Malta             | 2:2   | X     | 0:2      | 0:2       | 0:2               |
| Irlandia          | 1:2   | 3:0   | X        | 0:2       | 0:0               |
| Hiszpania         | 4:0   | 4:0   | 4:0      | X         | 2:0               |
| Irlandia Północna | 2:0   | 2:0   | 3:0      | 1:0       | X                 |

| 21 maja 1988 | Irlandia Północna · Quinn 14' · Penney 23' · Clarke 25' | 3:0 | Malta | Windsor Park, Belfast Widzów: 9000 Sędzia: Carlos da Silva Valente |
|              |                                                         |     |       |                                                                    |

| 14 września 1988 | Irlandia Północna | 0:0 | Irlandia | Windsor Park, Belfast Widzów: 19873 Sędzia: Michel Vautrot |
|                  |                   |     |          |                                                            |

| 19 października 1988 | Węgry · Vincze 84' | 1:00:0 | Irlandia Północna | Stadion im. Ferenca Puskása, Budapeszt Widzów: 18000 Sędzia: Kurt Röthlisberger (Switzerland) |
|                      |                    |        |                   |                                                                                               |

| 16 listopada 1988 | Hiszpania · Manolo 52' · Butragueño 66' | 2:00:0 | Irlandia | Estadio Benito Villamarín, Sewilla Widzów: 50000 Sędzia: Yuri Savchenko |
|                   |                                         |        |          |                                                                         |

| 11 grudnia 1988 | Malta · Busuttil 46', 90' | 2:20:1 | Węgry · Vincze 5' · Kiprich 56' | Ta’ Qali Stadium, Attard Widzów: 9964 Sędzia: Georgios Koukoulakis |
|                 |                           |        |                                 |                                                                    |

| 21 grudnia 1988 | Hiszpania · Rogan 30' (sam.) · Butragueño 55' · Míchel 60' (k.) · McDonald 64' (sam.) | 4:01:0 | Irlandia Północna | Estadio Ramón Sánchez Pizjuán, Sewilla Widzów: 70000 Sędzia: Marcel Van Langenhove |
|                 |                                                                                       |        |                   |                                                                                    |

| 22 stycznia 1989 | Malta | 0:20:1 | Hiszpania · Míchel 15' (k.) · Beguiristain 49' | Ta’ Qali Stadium, Attard Widzów: 15797 Sędzia: David Syme |
|                  |       |        |                                                |                                                           |

| 8 lutego 1989 | Irlandia Północna | 0:20:1 | Hiszpania · Andrinúa 3' · Manolo 84' | Windsor Park, Belfast Widzów: 15000 Sędzia: Dieter Pauly |
|               |                   |        |                                      |                                                          |

| 8 marca 1989 | Węgry | 0:0 | Irlandia | Stadion im. Ferenca Puskása, Budapeszt Widzów: 33966 Sędzia: Zoran Petrović |
|              |       |     |          |                                                                             |

| 23 marca 1989 | Hiszpania · Míchel 38', 68' (k.) · Manolo 71', 80' | 4:01:0 | Malta | Estadio Benito Villamarín, Sewilla Widzów: 41500 Sędzia: Georges Sandoz |
|               |                                                    |        |       |                                                                         |

| 12 kwietnia 1989 | Węgry · Boda 49' (k.) | 1:10:1 | Malta · Busuttil 7' | Népstadion, Budapeszt Widzów: 25000 Sędzia: Arie Frost |
|                  |                       |        |                     |                                                        |

| 26 kwietnia 1989 | Malta | 0:20:0 | Irlandia Północna · Clarke 55' · Michael O’Neill 73' | Ta’ Qali Stadium, Attard Widzów: 15150 Sędzia: Silviu Petrescu |
|                  |       |        |                                                      |                                                                |

| 26 kwietnia 1989 | Irlandia · Míchel 15' (sam.) | 1:0 | Hiszpania | Lansdowne Road, Dublin Widzów: 49600 Sędzia: Horst Brummeier |
|                  |                              |     |           |                                                              |

| 28 maja 1989 | Irlandia · Houghton 32' · Moran 55' | 2:01:0 | Malta | Lansdowne Road, Dublin Widzów: 48928 Sędzia: José Rosa dos Santos |
|              |                                     |        |       |                                                                   |

| 4 czerwca 1989 | Irlandia · McGrath 33' · Cascarino 80' | 2:01:0 | Węgry | Lansdowne Road, Dublin Widzów: 48600 Sędzia: Egil Nervik |
|                |                                        |        |       |                                                          |

| 6 września 1989 | Irlandia Północna · Whiteside 89' | 1:20:2 | Węgry · Kovács 13' · Bognár 44' | Windsor Park, Belfast Widzów: 8000 Sędzia: Erik Fredriksson |
|                 |                                   |        |                                 |                                                             |

| 11 października 1989 | Węgry · Pintér 38', 82' | 2:21:2 | Hiszpania · Salinas 30' · Míchel 35' | Népstadion, Budapeszt Widzów: 30000 Sędzia: George Courtney |
|                      |                         |        |                                      |                                                             |

| 11 października 1989 | Irlandia · Whelan 42' · Cascarino 48' · Houghton 57' | 3:01:0 | Irlandia Północna | Lansdowne Road, Dublin Widzów: 46800 Sędzia: Pietro D’Elia |
|                      |                                                      |        |                   |                                                            |

| 15 listopada 1989 | Hiszpania · Manolo 7' · Butragueño 24' · Juanito 40' · Fernando 63' | 4:03:0 | Węgry | Estadio Ramón Sánchez Pizjuán, Sevilla Widzów: 20000 Sędzia: Gérard Biguet |
|                   |                                                                     |        |       |                                                                            |

| 15 listopada 1989 | Malta | 0:20:1 | Irlandia · Aldridge 31', 68' (k.) | Ta’ Qali Stadium, Attard Widzów: 21942 Sędzia: Jaap Uilenberg |
|                   |       |        |                                   |                                                               |

### Grupa G
| Reprezentacja  | Pkt | M | W | R | P | Br+ | Br- | +/- |
| -------------- | --- | - | - | - | - | --- | --- | --- |
| Belgia         | 12  | 8 | 4 | 4 | 0 | 15  | 5   | 10  |
| Czechosłowacja | 12  | 8 | 5 | 2 | 1 | 13  | 3   | 10  |
| Portugalia     | 10  | 8 | 4 | 2 | 2 | 11  | 8   | 3   |
| Szwajcaria     | 5   | 8 | 2 | 1 | 5 | 10  | 14  | -4  |
| Luksemburg     | 1   | 8 | 0 | 1 | 7 | 3   | 22  | -19 |

|                | Belgia | Czechosłowacja | Luksemburg | Portugalia | Szwajcaria |
| -------------- | ------ | -------------- | ---------- | ---------- | ---------- |
| Belgia         | X      | 2:1            | 1:1        | 3:0        | 1:0        |
| Czechosłowacja | 0:0    | X              | 4:0        | 2:1        | 3:0        |
| Luksemburg     | 0:5    | 0:2            | X          | 0:3        | 1:4        |
| Portugalia     | 1:1    | 0:0            | 1:0        | X          | 3:1        |
| Szwajcaria     | 2:2    | 0:1            | 2:1        | 1:2        | X          |

| 21 września 1988 | Luksemburg · Langers 80' | 1:40:3 | Szwajcaria · A. Sutter 1' · Türkyılmaz 21' (k.), 53' · B. Sutter 28' | Stade Josy Barthel, Luksemburg Widzów: 2092 Sędzia: Ignace van Swieten |
|                  |                          |        |                                                                      |                                                                        |

| 18 października 1988 | Luksemburg | 0:20:1 | Czechosłowacja · Hašek 25' · Chovanec 35' | Stade de la Frontière, Esch-sur-Alzette Widzów: 1826 Sędzia: Dušan Čolić |
|                      |            |        |                                           |                                                                          |

| 19 października 1988 | Belgia · Vervoort 30' | 1:0 | Szwajcaria | Stadion Króla Baudouina I, Bruksela Widzów: 14450 Sędzia: David Syme |
|                      |                       |     |            |                                                                      |

| 16 października 1988 | Czechosłowacja | 0:0 | Belgia | Tehelné pole, Bratysława Widzów: 47182 Sędzia: Neil Midgley |
|                      |                |     |        |                                                             |

| 16 listopada 1988 | Portugalia · Gomes 31' | 1:0 | Luksemburg | Estádio do Bessa, Porto Widzów: 5925 Sędzia: Michael Caulfield |
|                   |                        |     |            |                                                                |

| 15 lutego 1989 | Portugalia · Paneira 53' | 1:10:0 | Belgia · van der Linden 84' | Estádio da Luz, Lizbona Widzów: 43501 Sędzia: Gérard Biguet |
|                |                          |        |                             |                                                             |

| 26 kwietnia 1989 | Portugalia · João Pinto 48' · Rosa 56' · Paneira 69' | 3:10:0 | Szwajcaria · Zuffi 64' | Estádio da Luz, Lizbona Widzów: 18460 Sędzia: Alan Gunn |
|                  |                                                      |        |                        |                                                         |

| 29 kwietnia 1989 | Belgia · Degryse 29', 77' | 2:11:1 | Czechosłowacja · Luhový 41' | Stadion Króla Baudouina I, Bruksela Widzów: 34612 Sędzia: Emilio Soriano Aladrén |
|                  |                           |        |                             |                                                                                  |

| 9 maja 1989 | Czechosłowacja · Griga 6' · Skuhravý 76', 84' · Bílek 81' | 4:01:0 | Luksemburg | Generali Arena, Praga Widzów: 16350 Sędzia: Thomas Donnelly |
|             |                                                           |        |            |                                                             |

| 1 czerwca 1989 | Luksemburg | 0:50:1 | Belgia · van der Linden 13', 52', 62', 89' · Vervoort 64' | Stade Grimonprez-Jooris, Lille Widzów: 9100 Sędzia: Borysław Aleksandrow |
|                |            |        |                                                           |                                                                          |

| 7 czerwca 1989 | Szwajcaria | 0:1 | Czechosłowacja · Skuhravý 22' | Wankdorfstadion, Berno Widzów: 33000 Sędzia: Helmut Kohl |
|                |            |     |                               |                                                          |

| 6 września 1989 | Belgia · Ceulemans 34' · van der Linden 59', 69' | 3:01:0 | Portugalia | Stadion Króla Baudouina I, Bruksela Widzów: 28250 Sędzia: Aleksiej Spirin |
|                 |                                                  |        |            |                                                                           |

| 20 września 1989 | Szwajcaria · Türkyılmaz 28' (k.) | 1:21:0 | Portugalia · Futre 74' (k.) · Águas 77' | Stade de la Maladière, Neuchâtel Widzów: 18400 Sędzia: Georgios Koukoulakis |
|                  |                                  |        |                                         |                                                                             |

| 6 października 1989 | Czechosłowacja · Bilek 11' (k.), 82' | 2:11:0 | Portugalia · Águas 74' | Generali Arena, Praga Widzów: 29809 Sędzia: Aron Schmidhuber |
|                     |                                      |        |                        |                                                              |

| 11 października 1989 | Luksemburg | 0:30:1 | Portugalia · Águas 43', 53' · Barros 72' | Ludwigspark Stadion, Saarbrücken Widzów: 1800 Sędzia: John Purcell |
|                      |            |        |                                          |                                                                    |

| 11 października 1989 | Szwajcaria · Knup 50' · Türkyılmaz 68' | 2:20:0 | Belgia · Degryse 58' · Geiger 73' (sam.) | St. Jakob-Stadion, Bazylea Widzów: 5000 Sędzia: Lajos Hartmann |
|                      |                                        |        |                                          |                                                                |

| 25 października 1989 | Czechosłowacja · Skuhravý 17' · Bílek 86' · Moravčik 88' | 3:01:0 | Szwajcaria | Generali Arena, Praga Widzów: 33759 Sędzia: Eeko Aho |
|                      |                                                          |        |            |                                                      |

| 25 października 1989 | Belgia · Versavel 7' | 1:10:0 | Luksemburg · Hellers 88' | Stadion Króla Baudouina I, Bruksela Widzów: 11600 Sędzia: Guðmundur Haraldsson |
|                      |                      |        |                          |                                                                                |

| 15 listopada 1989 | Portugalia | 0:0 | Czechosłowacja | Estádio da Luz, Lizbona Widzów: 40000 Sędzia: David Syme |
|                   |            |     |                |                                                          |

| 15 listopada 1989 | Szwajcaria · Bonvin 54' · Türkyılmaz 62' | 2:10:1 | Luksemburg · Malget 14' | Espenmoos, Sankt Gallen Widzów: 2500 Sędzia: Ovadia Ben Itzhak |
|                   |                                          |        |                         |                                                                |

## Drużyny z drugich miejsc z grup A, B i D
| Reprezentacja | Pkt | M | W | R | P | Br+ | Br- | +/- |
| ------------- | --- | - | - | - | - | --- | --- | --- |
| RFN           | 9   | 6 | 3 | 3 | 0 | 13  | 3   | 10  |
| Anglia        | 9   | 6 | 3 | 3 | 0 | 10  | 0   | 10  |
| Dania         | 8   | 6 | 3 | 2 | 1 | 15  | 6   | 9   |